# Glen Canyon

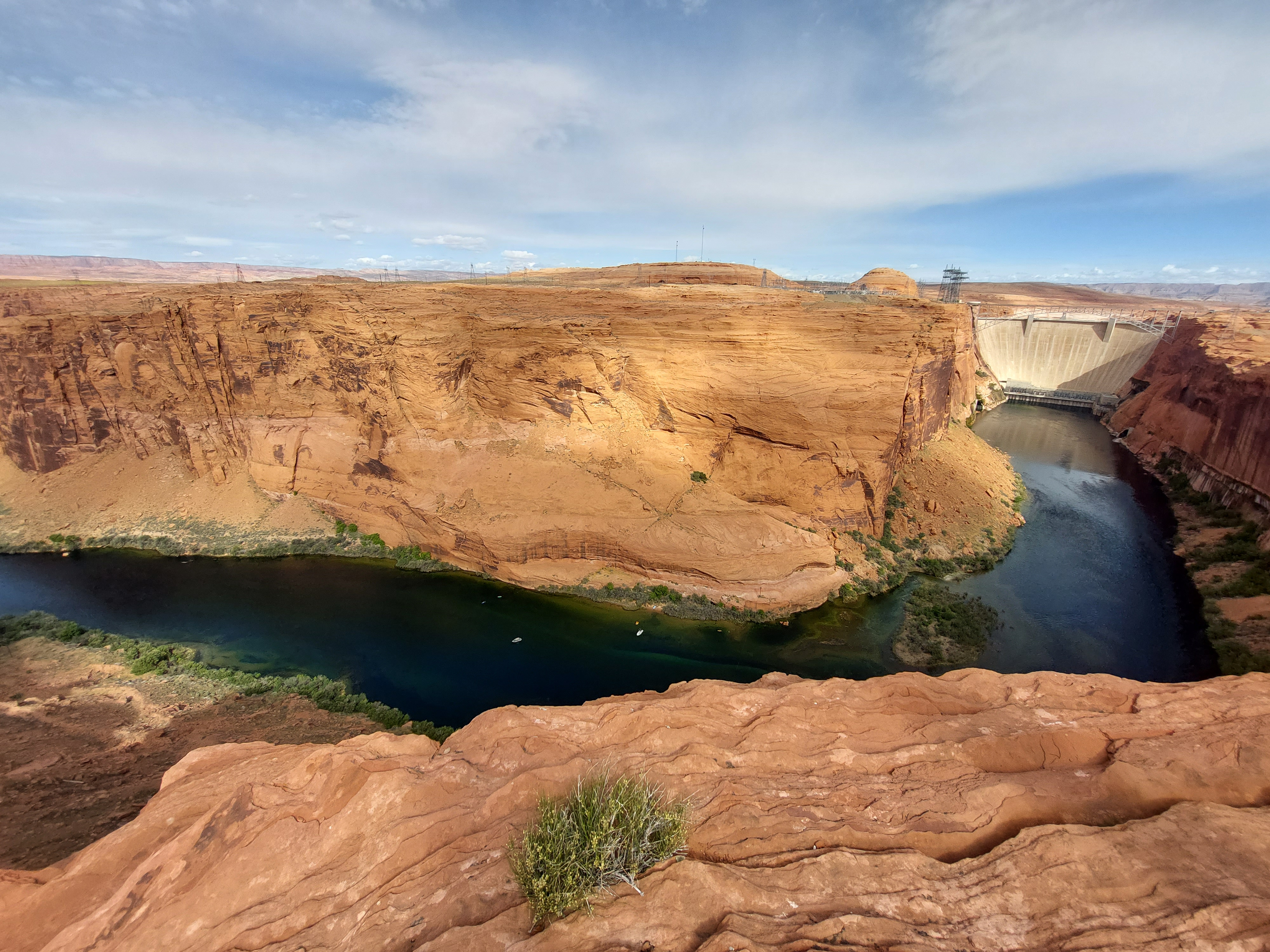
Glen Canyon, květen 2023

Glen Canyon je přírodní kaňon na řece Colorado ve Spojených státech amerických, dlouhý 169,6 mil (272,9 km). Jeho největší část se nachází v jihovýchodní a centrální části Utahu, kde začíná soutokem s řekou Dirty Devil, a menší část zasahuje do severní Arizony, kde končí v místě zvaném Lees Ferry.
V letech 1956 až 1966 byla na řece poblíž města Page postavena přehrada, jejíž nádrž (Lake Powell, vytvořená 1963) při plném stavu zadržuje až 30 km³ vody.